# Ендікотт (Небраска)
Ендікотт (англ. Endicott) — селище (англ. village) в США, в окрузі Джефферсон штату Небраска. Населення — 113 особи (2020).

## Географія
Ендікотт розташований за координатами 40°4′56″ пн. ш. 97°5′43″ зх. д. / 40.08222° пн. ш. 97.09528° зх. д. (40.082198, -97.095385).  За даними Бюро перепису населення США в 2010 році селище мало площу 1,21 км², з яких 1,19 км² — суходіл та 0,02 км² — водойми.

## Демографія
Згідно з переписом 2010 року, у селищі мешкали 132 особи в 61 домогосподарстві у складі 41 родини. Густота населення становила 109 осіб/км².  Було 72 помешкання (60/км²).
Расовий склад населення:
| - 100,0 % — білих |

До двох чи більше рас належало 0,0 %. Частка іспаномовних становила 0,8 % від усіх жителів.
За віковим діапазоном населення розподілялося таким чином: 18,2 % — особи молодші 18 років, 62,1 % — особи у віці 18—64 років, 19,7 % — особи у віці 65 років та старші. Медіана віку мешканця становила 47,7 року. На 100 осіб жіночої статі у селищі припадало 106,2 чоловіків;  на 100 жінок у віці від 18 років та старших — 107,7 чоловіків також старших 18 років.
Середній дохід на одне домашнє господарство  становив 42 258 доларів США (медіана — 29 688), а середній дохід на одну сім'ю — 52 985 доларів (медіана — 45 000). Медіана доходів становила 40 417 доларів для чоловіків та 29 750 доларів для жінок. За межею бідності перебувало 16,0 % осіб, у тому числі 19,0 % дітей у віці до 18 років та 32,1 % осіб у віці 65 років та старших.
Цивільне працевлаштоване населення становило 69 осіб. Основні галузі зайнятості: виробництво — 20,3 %, освіта, охорона здоров'я та соціальна допомога — 17,4 %, фінанси, страхування та нерухомість — 11,6 %, транспорт — 10,1 %.